# Kritizismus
Mit  Kritizismus (von altgriech. κρίνειν scheiden, sondern, sichten, unter- sowie entscheiden bis zu [ver]urteilen und richten mit κριτική τέχνη: die Kunst[fertigkeit] der Beurteilung, Unterscheidung; siehe auch Kritik, Kriterium, Krise) bezeichnete Immanuel Kant seine grundsätzliche Vorgehensweise, in der Erkenntnistheorie nach den Bedingungen der Möglichkeit der Erkenntnis und der Geltung von Urteilen zu fragen. So sind bei Kant die Kategorien als apriorische Denkformen die Grundvoraussetzung und Werkzeuge des Urteilens und des Wahrnehmens. Kants Kritizismus ist ein Ergebnis seiner Kritik der reinen Vernunft.

## Vorausgehende und nachfolgende erkenntnistheoretische Ansätze
Mit dieser Frage unterschied er sich bewusst von den philosophischen Ansätzen, die die Frage, was denn Erkenntnis sei, zum Gegenstand haben. Insbesondere war ihm die Abgrenzung gegen die vorherrschenden Strömungen des Empirismus, des Rationalismus und des Skeptizismus von Bedeutung. Zugleich wandte er sich mit dieser Bezeichnung gegen den in der Metaphysik aus seiner Sicht entstandenen Dogmatismus, dem er Glaubenslehren über Aussagen jenseits der menschlichen Erfahrung vorhielt. – Den Zusammenhang dieser verschiedenen Ansätze veranschaulicht Kant anhand einer philosophiegeschichtlichen Deutung. Er vergleicht den Dogmatismus mit dem Kindesalter, den Skeptizismus mit dem Jünglingsalter und den Kritizismus mit dem reifen Mannesalter. Dieser stelle die Mitte zwischen Rationalismus und Sensualismus dar. Der sensualistische Ansatz findet Berücksichtigung unter dem Begriff der Grundrelation.
Kant geht aber darüber hinaus und fordert, dass die Bedingungen für die Geltungskraft der Urteile geklärt werden müssen. Kant begründet die Geltungskraft mit dem Transzendentalsubjekt, einem reinen Reflexionsbegriff, welcher das synthetisierende Dritte darstellt, wie in späteren Philosophien etwa Geist bei Hegel, Arbeit bei Marx oder auch Wille, Macht, Sprache usw. und nicht durch die Sinne wahrnehmbar ist. Bei Adorno findet sich dieser Reflexionsbegriff in dem Begriff Negation, der sich strikt von anthropologischen Konstruktionen abgrenzt.
Kritizismus ist auch die Bezeichnung einer Strömung des Neukantianismus, die neben Leonard Nelson insbesondere von dem Philosophen Alois Riehl und dessen Schüler Richard Hönigswald vertreten wurde.

## Zwei Quellen der Erkenntnis
Seit Kant bezeichnet man mit kritischer Methode philosophische Untersuchungen, die sich mit den Vorbedingungen der reinen Vernunfterkenntnis befassen. Grundlegend ist dabei die Annahme Kants, dass das Erkenntnisvermögen auf seine zwei Quellen, die sinnliche Anschauung und die Begriffe des Verstandes – die Kategorien – angewiesen ist. Die Synthese erfolgt über die Einbildungskraft, welche die Schemata für die Erkenntnis liefert. Kant nannte diese seine Annahme Schematismus. Sie wurde später besonders durch Jakob Friedrich Fries herausgearbeitet.

## Streit zwischen Kant und Forster
Beispielhaft für den Kritizismus Kants ist dessen Streit mit Georg Forster. In dieser Auseinandersetzung hält Forster Kant seine Überlegenheit in seinen Erkenntnissen über die „Rassen“ aufgrund seiner Erfahrungen als Weltreisender vor. Kant macht Forster hierbei auf die Einsicht in die kritische Philosophie aufmerksam, die auch im Falle von Forsters Erfahrungsschatz gelte. Bei Fragen zur „Race“ („Rasse“) komme derjenige nicht weiter, der ohne Begriffe durch die Welt reise, da er nicht wissen könne, was er in der Welt sucht. Somit fände der Reisende ohne Begriffe nichts. Kant formuliert das als „bloßes empirisches Herumtappen“. Allein das Wort „Race“ stehe in keinem „System der Naturbeschreibung“, vermutlich sei „also auch das Ding selber überall nicht in der Natur.“ Jedoch sei „der Begriff, den dieser Ausdruck bezeichnet … in der Vernunft eines jeden Beobachters der Natur gar wohl gegründet“.
Gemeint ist damit: Begriffe der Natur sind Begriffe des Subjekts über die Natur, die er nicht der Natur entnimmt, sondern durch seinen Verstand geformt in diese Natur hineinlegt. Die Organisation und der Zusammenhang, der Bezug der Dinge zueinander sind nicht vorgegeben, sondern davon abhängig, wie wir sie für uns erleben. Kant betont dies an verschiedenen Stellen seines Werkes, so in seiner Kritik der reinen Vernunft (KrV):

„Die Ordnung und Regelmäßigkeit an den Erscheinungen, die wir Natur nennen, bringen wir selbst hinein, und würden sie auch nicht darin finden können, hätten wir sie nicht, oder die Natur unseres Gemüts ursprünglich hineingelegt.“